# Кёктокай
Кёктокай (кит. упр. 可可托海, пиньинь Kěkětuōhǎi) — посёлок в одноимённом уезде округа Алтай Синьцзян-Уйгурского автономного района КНР. Название в переводе с казахского означает «голубая чаща».

## История
В начале 1930-х годов в этих местах были обнаружены залежи редкоземельных металлов. В 1937 году из Бурултокая был выделен уезд Фуюнь, и посёлок Кёктокай стал его административным центром. С 1951 года до прекращения советско-китайского сотрудничества в 1955 году в районё Кёктокая совместное советско-китайское предприятие вело добычу редкоземельных металлов, и это привело к тому, что в посёлке Кёктокай имеется много зданий, выстроенных в советском стиле. В 1959 году был выстроен посёлок Куиртыш, и административный центр уезда переместился туда.

## Население
Согласно данным переписи 2000 года, в посёлке проживало 6014 человек, из них 2300 (38,24 %) — ханьцы, 2457 (40,85 %) — казахи, 835 (13,88 %) — уйгуры, 336 (5,58) — хуэйцзу.